# Circonscription de Cowper

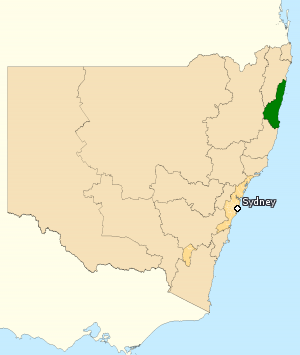
La circonscription de Cowper (en vert) au nord de la Nouvelle-Galles du Sud.

La circonscription de Cowper est une circonscription électorale australienne en Nouvelle-Galles du Sud. Elle a été créée en 1901 et a été l'une des 75 circonscriptions mises au voix à la première élection fédérale. Elle porte le nom de Charles Cowper, un ancien premier ministre de Nouvelle-Galles du Sud.
Elle est située sur la côte nord de la Nouvelle-Galles du Sud et ses limites actuelles comprennent les villes de Coffs Harbour, Kempsey, Macksville et Nambucca Heads. Sauf pendant une brève période, depuis 1919, le siège est tenu par le Parti national (auparavant connu sous le nom de Country Party). Son membre le plus éminent a été Sir Earle Page, leader du Country Party et depuis 1919 en 1939. Cowper est actuellement un siège peu assuré pour le Parti national.

## Députés
| Nom             | Parti                      | Période de mandat |
| --------------- | -------------------------- | ----------------- |
| Francis Clarke  | Protectionniste            | 1901–1903         |
| Henry Lee       | Free Trade, Antisocialiste | 1903–1906         |
| John Thomson    | Protectionniste            | 1906–1909         |
| John Thomson    | Commonwealth               | 1909–1916         |
| John Thomson    | Protectionniste            | 1916–1919         |
| Earle Page      | Country                    | 1919–1961         |
| Frank McGuren   | Travailliste               | 1961–1963         |
| Ian Robinson    | Country, National          | 1963–1984         |
| Garry Nehl      | National                   | 1984–2001         |
| Luke Hartsuyker | National                   | 2001–en cours     |